# Eugène Grasset

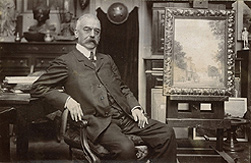
Eugène Grasset, fotografiert von Nadar, 1910

Eugène Samuel Grasset (* 25. Mai 1845 in Lausanne; † 23. Oktober 1917 in Sceaux bei Paris) war ein schweizerisch-französischer Bildhauer, Maler und Illustrator der Belle Époque und Wegbereiter des Jugendstils. 

## Leben

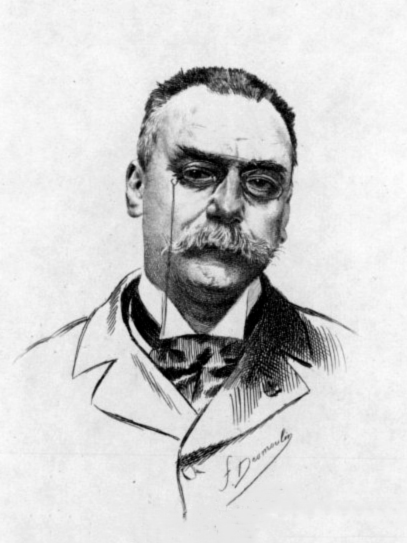
Fernand Desmoulins: Porträt von Eugène Grasset, Kohlezeichnung, 1897

Eugène war der Sohn des Tischlermeisters Samuel Joseph Grasset und dessen Ehefrau Jeanne Louise Marguerite Burnens. Zwischen 1861 und 1863 studierte Grasset Architektur an der Eidgenössischen Technischen Hochschule (ETH) in Zürich, unter Professor Gottfried Semper. Nach dem Architekturstudium am Polytechnikum in Zürich trat er in ein Architektenbüro in Lausanne ein. In diese Zeit fiel auch eine ausgedehnte Studienreise nach Ägypten. Ab 1871 übersiedelte Grasset nach Paris. Darüber hinaus war er in den folgenden Jahren in annähernd fast allen Gebieten der angewandten Kunst tätig. Grasset zeichnet nicht nur Illustrationen, sondern auch Möbel und Plakate und entwirft die Fassade des Hôtel de Dumas in Paris sowie Mosaike, Bleiglasfenster, Tapetenmuster, Schmuck, Kalender, Briefmarken und vieles andere mehr. Seine Illustrationen sind dabei insbesondere vom Stil Gustave Dorés beeinflusst, wogegen er sich im Bezug auf sein kunstgewerbliches Schaffen in Eugène Viollet-le-Duc ein Vorbild nahm. 
Eugène Grasset nahm 1891 die französische Staatsbürgerschaft an. Zwischen 1890 und 1903 unterrichtete er als Professor an der École Guérin und in den Jahren von 1905 bis zu seinem Tod an der École Estienne und der Académie de la Grande Chaumière in Paris. Unter seinen Studenten waren Augusto Giacometti, Paul Follot, Maurice Pillard Verneuil, Paul Berthon und Eliseu Visconti. Er schuf die nach ihm benannte Schriftart Grasset, die 1900 zur Weltausstellung in Paris vorgestellt wurde.

## Auszeichnungen
- 1895 Ritter der französischen Légion d’honneur
- 1911 Offizier der französischen Légion d’honneur

## Werke (Auswahl)

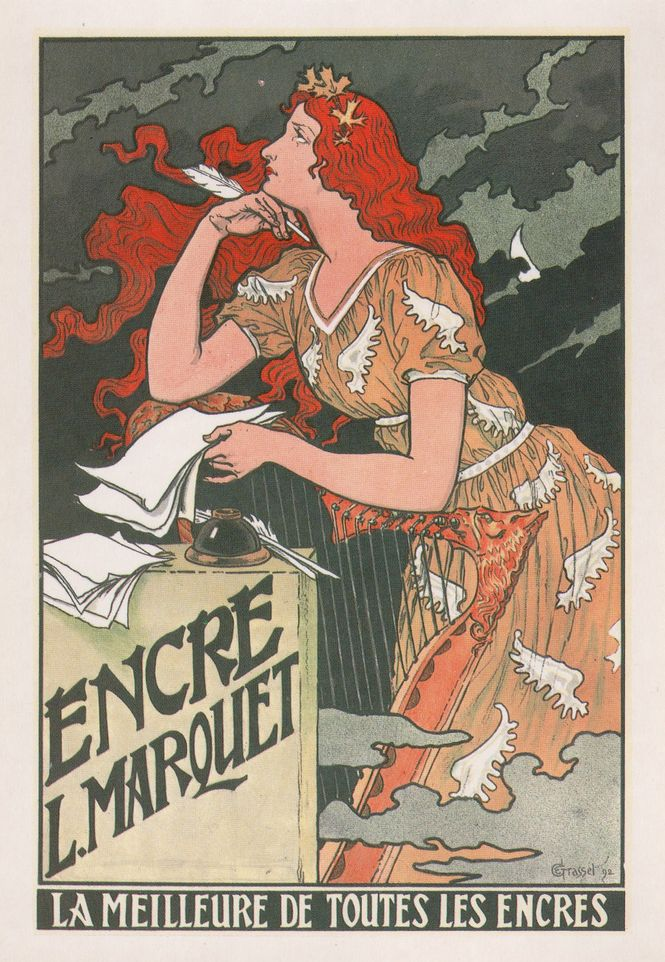
Encre L Marquet, 1892
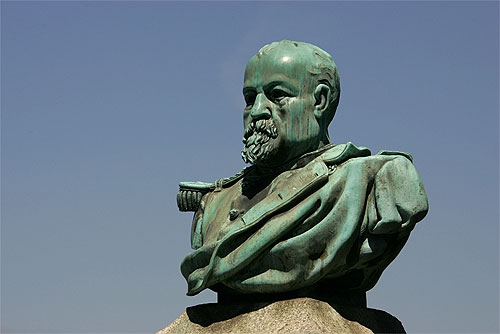
Büste Colonel Charles Veillon, Lausanne
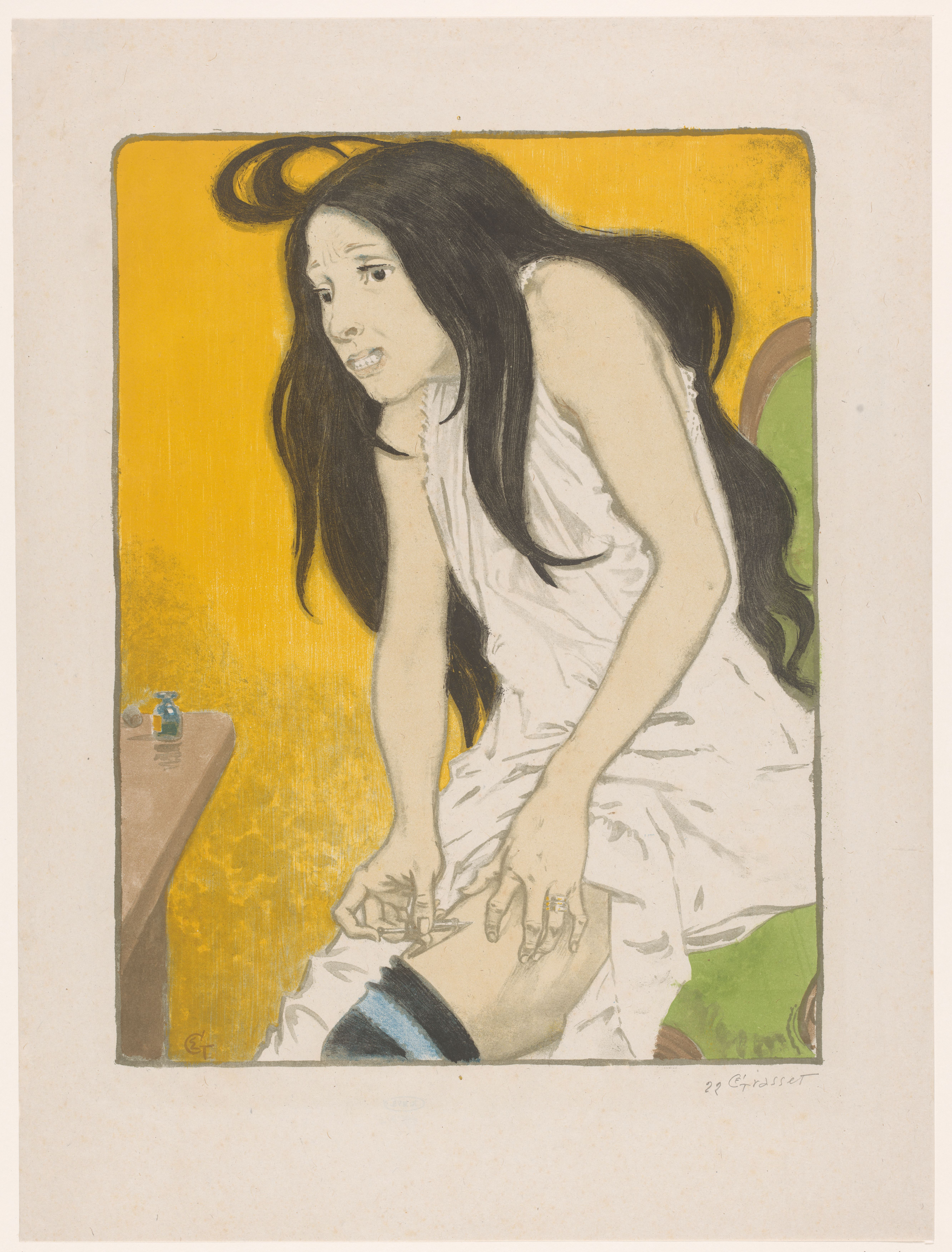
La morfinomane, 1897
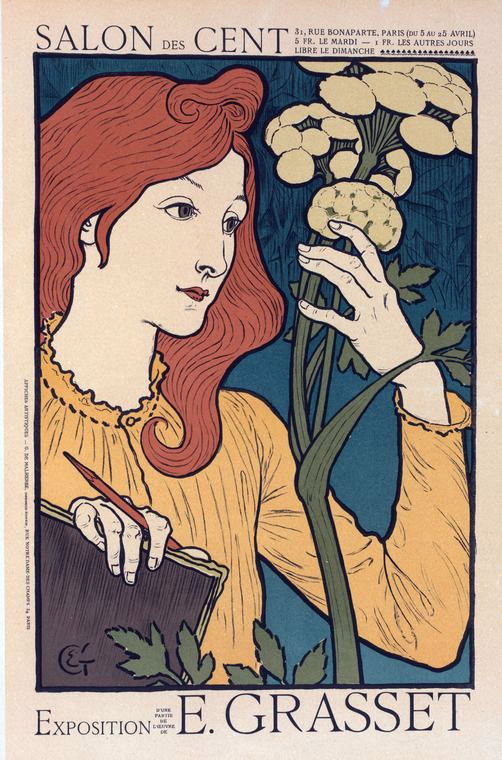
Exposition Eugène Grasset au Salon des Cent 1898
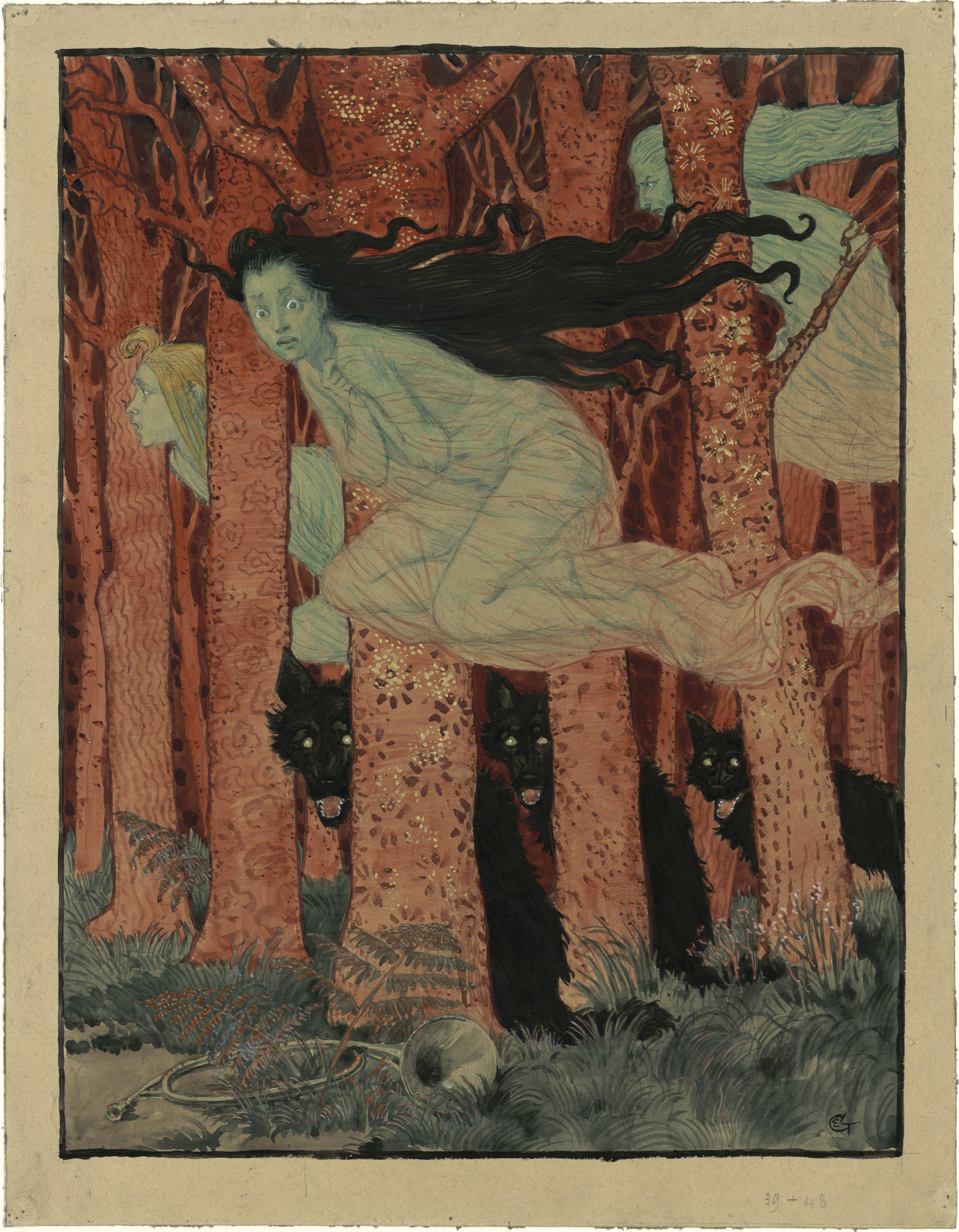
Drei Frauen und drei Wölfe (1900)
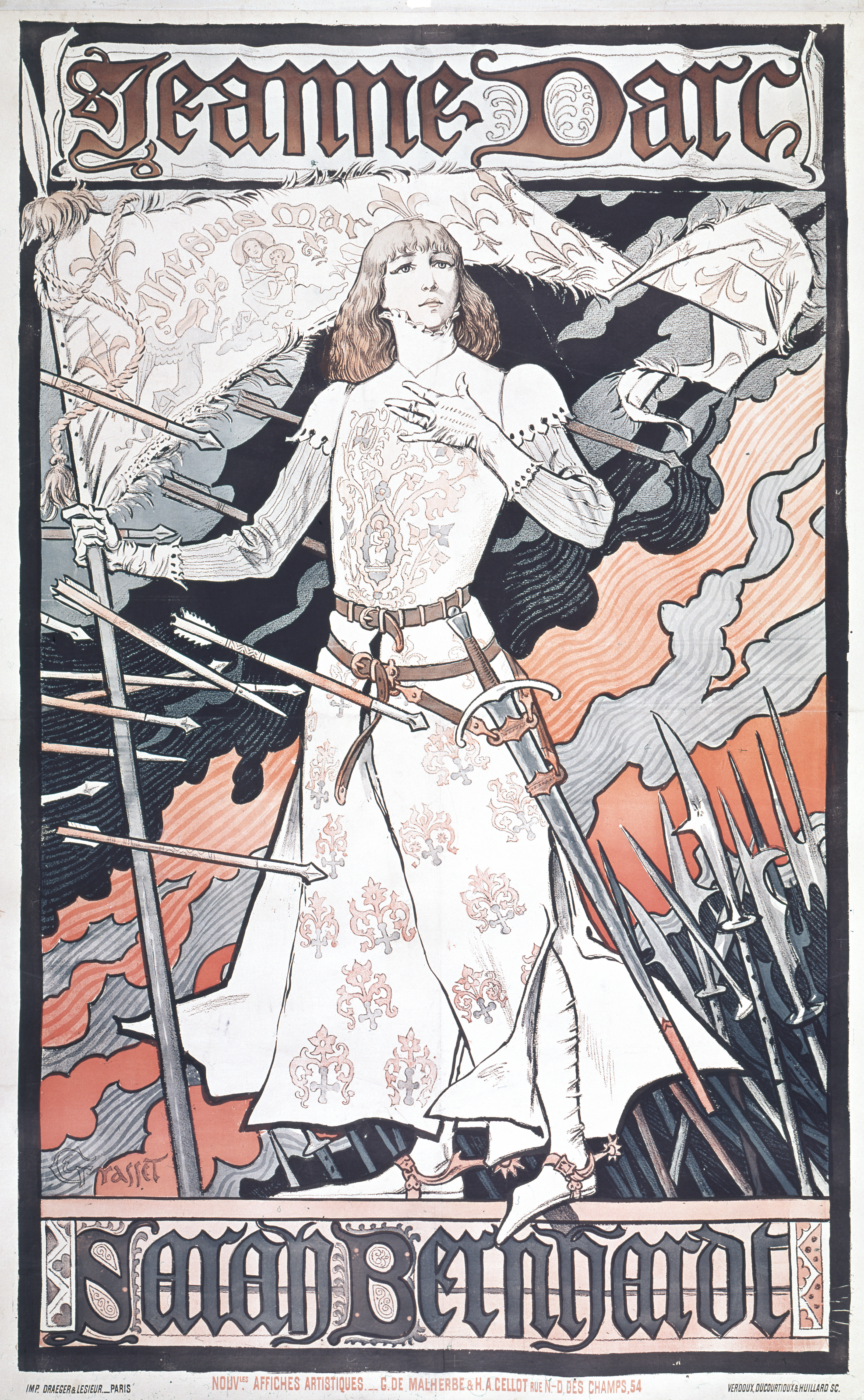
Theaterplakat für Sarah Bernhardt als Jeanne d’Arc
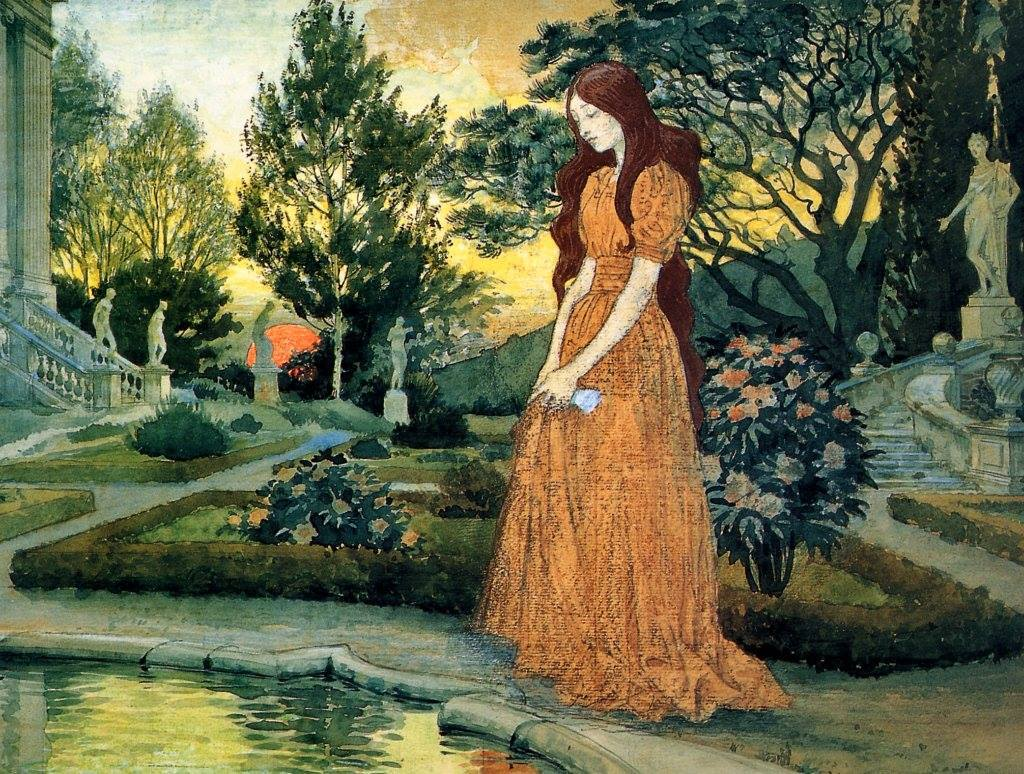
Junge Frau in einem Garten
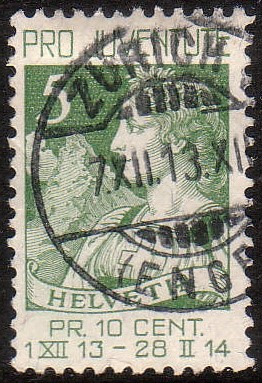
erste Briefmarke der Pro Juventute (1913), Helvetia vor Matterhorn
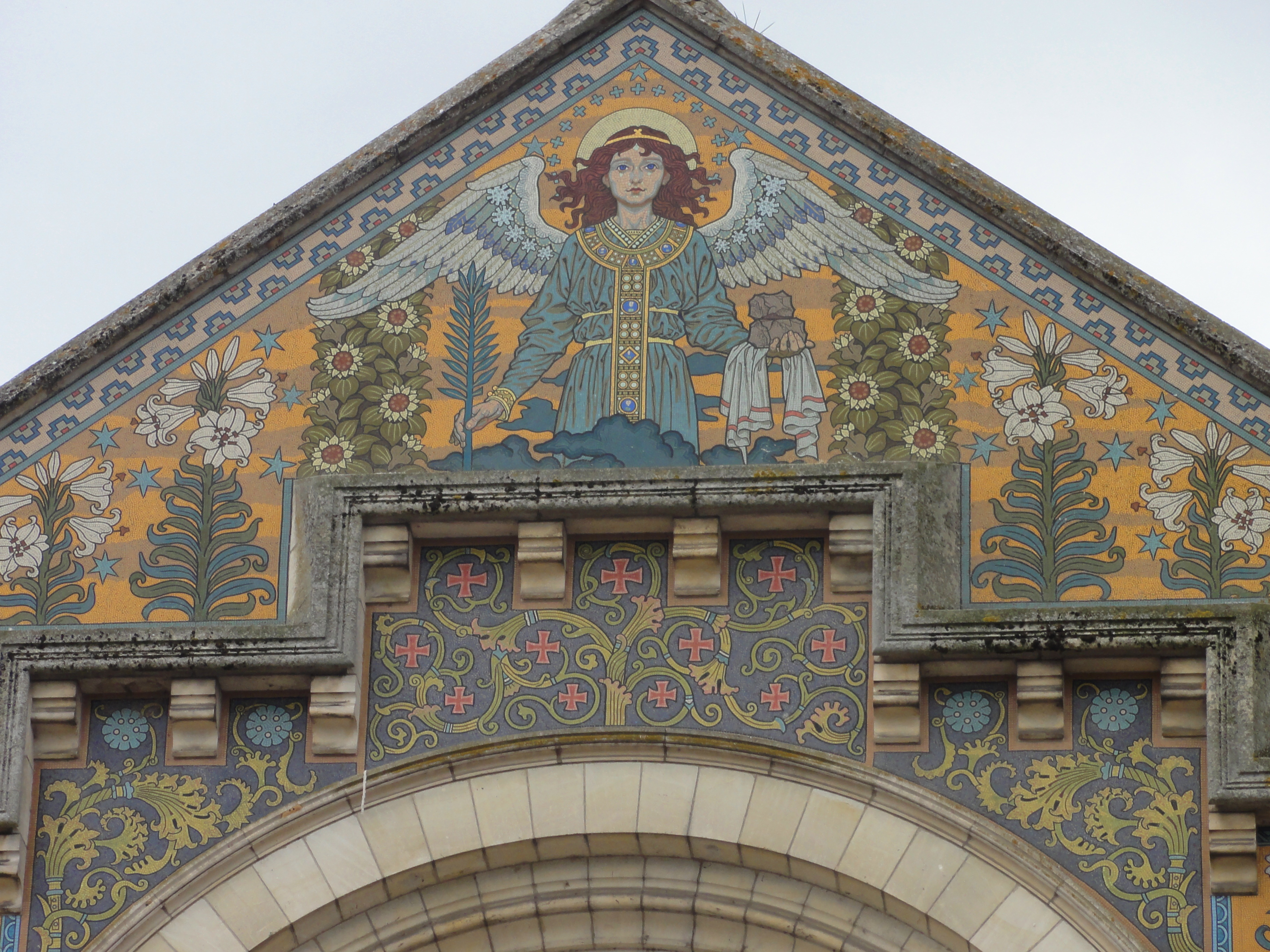
Saint-Étienne  Kirche in Briare (Frankreich) (1895). Mosaik Dekorationen.